# مارسلو رامیرز
مارسلو رامیرز (اسپانیایی: Marcelo Ramírez‎؛ زادهٔ ۲۹ مهٔ ۱۹۶۵) یک بازیکن فوتبال اهل شیلی است.

## تیم ملی
وی همچنین در تیم ملی فوتبال شیلی بازی کرده است.